# Montanisme
Le montanisme est un mouvement chrétien hétérodoxe apparu dans l'Empire romain pendant la seconde moitié du IIe siècle en Phrygie, région de la Turquie actuelle. Sa chronologie précise est mal établie, et il n'est connu que par les écrits chrétiens officiels qui lui sont hostiles. Il se fonde sur les prophéties de Montanus et de deux femmes de son entourage, prophéties dont les recueils ont disparu et qui ne sont connues que par quelques citations de leurs adversaires. Ils déclarent parler au nom du Saint-Esprit et répondent à l'attente chrétienne de l'arrivée de l'Apocalypse et du retour du Christ annoncées par l'Évangile selon Jean. Le mouvement se diffuse rapidement en Phrygie et dans les régions voisines, et au-delà, en Gaule, à Rome et en Afrique romaine, où il trouve en Tertullien un défenseur rigoriste.
Le mouvement est combattu par les autorités chrétiennes non pour ses dogmes mais pour ses prophéties non officielles, ce qui mène à son exclusion au début du IIIe siècle, puis sa condamnation pour hérésie.
Il jette ses derniers feux, marginaux, dans la première partie du VIe siècle.

## Appellations
L'appellation moderne de Montanistes n'est pas celle des débuts. On ignore comment les adeptes se qualifiaient eux-mêmes, et on ne connait que les appellations employées par leurs adversaires. Clément d'Alexandrie (début du IIe siècle) les désigne par leur origine géographique, les Phrygiens, désignation péjorative d'un peuple considéré comme inculte selon Pierre de Labriolle, et l'hérésie est dite kata Phrygas, qui donnera Cataphryges. Avec Épiphane de Salamine et Basile d'Ancyre (début du IVe siècle) apparaissent les termes de Pépuzite ou Pépuzien, du nom de Pepuze, village où Montan place sa nouvelle Jérusalem. Cyrille, évêque de Jérusalem  de 350 à 386, semble avoir créé le terme de « montanistes ». Enfin, Théodoret de Cyr (Ve siècle) les appelle montanistes du nom de Montan, cataphrygiens d'après leur origine ou pépuziens.
En réplique à ces appellations, Tertullien, défenseur du montanisme et polémiste vigoureux, désigne ses adversaires par le terme méprisant de « psychiques », catégorie intermédiaire humaine, en dessous des croyants purs, les pneumatiques, c'est-à-dire les montanistes.

## Origine et diffusion

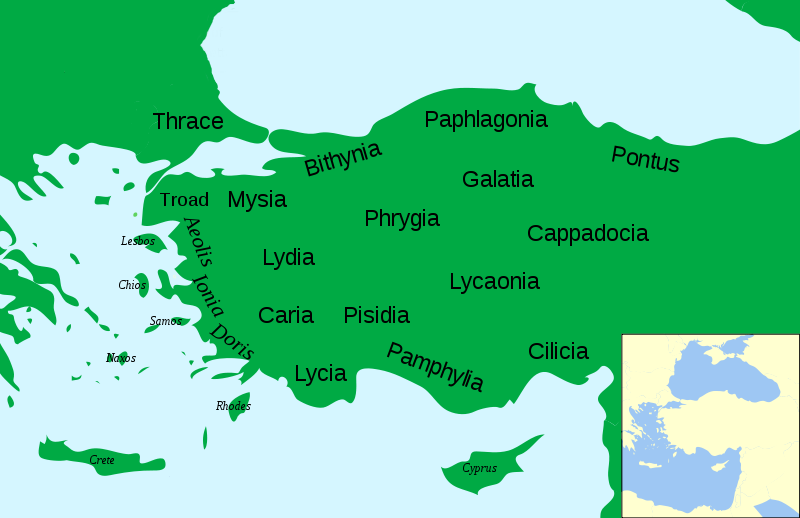
La Phrygie, berceau du montanisme.

La source principale de connaissances du montanisme est l'Histoire ecclésiastique d'Eusèbe de Césarée (mort en 339), qui lui réserve une place importante et critique dans son livre V, dans ses chapitres 14 et 16 à 19. Eusèbe cite les adversaires du montanisme, d'abord les trois livres d'un auteur inconnu, désigné par les historiens faute de mieux comme l'Anonyme antimontanisme. Eusèbe cite aussi un certain Apollonius, auteur inconnu qui écrit une génération après les prophéties de Montanus, soit vers la fin du IIe siècle ou au début IIIe siècle, et une lettre de Sérapion, évêque d'Antioche de 191 à 211, accompagnant les écrits d'Apollinaire d'Héirapolis, un des premiers à réfuter Montanus par écrit.
Montanus serait né à Ardabau, un village de Mysie à la frontière de la Phrygie, situé d'après Christine Trevett dans la zone d'influence de Philadelphie, correspondant à l'actuel district de Bekilli en Turquie. Son activité commence selon les sources divergentes vers 156-157 ou 172-173. Il pourrait être un nouveau converti, et probablement pour le disqualifier, Didyme l'Aveugle le dit ancien prêtre des idoles ou prêtre d'Apollon, d'autres en font un ancien galle, officiant châtré de Cybèle. Il s'attache à deux « prophétesses », Priscilla (ou Prisca ou Quintilla) et Maximilla, que Jérôme de Stridon qualifie de nobles et riches. Tous les trois énoncent des prophéties, ce qui n'est pas nouveau dans le christianisme asiatique, mais elles sont énoncées lors de manifestations de possession furieuses et désordonnées que l'Anonyme d'Eusèbe dénonce comme contraires à la tradition. Ces prophéties constituent pour les adeptes la « Nouvelle Prophétie ». Ceux-ci s'organisent autour de Pepuze et Tymion, villages localisés dans l'actuelle province turque d'Uşak par une inscription bilingue déchiffrée en 2000. Grâce à des émissaires financés par une caisse commune alimentée par les dons, le  nouveau mouvement se diffuse dans les communautés chrétiennes d'Asie mineure malgré quelques revers et des succès marquants comme la conversion de toute la communauté chrétienne de Thyatire, conversion qui pourrait se situer entre 169 et 172.
Vers la même époque en 177, un groupe de chrétiens venu de Phrygie à une date indéterminée et implanté à Lugdunum (Lyon) subissent le martyre, rapporté en détail par Eusèbe. Certains détails montanismes sont remarqués par des historiens comme Albert Schwegler : Vettius Epagatus est « qualifié de paraclet des chrétiens, possédant en effet en lui le Paraclet », un autre, Alcibiade, ne se nourrit que du pain et refuse la viande, ce qui correspond aux prescriptions alimentaires montanistes.

## La «Nouvelle prophétie»
Dix-neuf oracles, éléments de la « Nouvelle prophétie » et attribués à Montanus, à ses prophétesses ou anonymes, nous sont parvenus sous la forme d'énoncés généralement laconiques et sibyllins, recueillis par les adversaires du montanisme ou par Tertullien. Ces citations sont présentées sans référence à leur contexte, le plus souvent dans un but polémique, et sans que l'on soit sûr de leur représentativité et de leur exactitude.
Les six premiers oracles sont attribués à Montanus, mais seuls les n° 3 à 6 sont considérés comme authentiques. Quatre oracles (n° 13 à 16) sont attribués à la prophétesse Maximilla. Dans l'oracle n° 17, la seconde prophétesse, Quintilla ou Priscilla, rêva du Christ sous la forme d'une femme vêtue d'une robe éclatante. Il lui a déclaré que le lieu où elle se trouve (le village de Pépuze) est celui où « descendra la Jérusalem céleste »,. Cinq oracles (n° 7 à 11) sont transmis par Tertullien, les n°10 et 11 étant attribués à une certaine Prisca, probablement la Priscilla déjà nommée. Les n° 7 à 9 tranchent avec les autres oracles : ils ne sont pas imputés à un être humain, mais directement au Paraclet. Blanchetière ne les considère plus comme appartenant à la doctrine originelle asiatique. Enfin les derniers oracles recensés (n°18 et 19) sont douteux.
Le mouvement fondait son système de croyance sur la promesse de Jésus à ses disciples indiquée dans l'évangile selon Jean, de leur envoyer, après sa mort, le Paraclet, Esprit Saint. Montanus se présente dans l'oracle n° 3 comme l'organe du Paraclet. L'oracle n° 5 qui le présente comme la lyre qui résonne sous le plectre en fait un instrument passif, médium humain en extase prophétique. Seul Épiphane de Salamine (au IVe siècle), dans son énoncé des oracles n° 1 et 2, accuse Montanus de s'être déclaré « le Père tout-puissant », tout en reconnaissant l'orthodoxie du montanisme sur la Trinité « sur le Père, le Fils et le Saint-Esprit, ils pensent comme la sainte Église »,.
Le montanisme apparait au moment où chez les chrétiens l'attente eschatologie de l'arrivée de l'Apocalypse et du retour du Christ sont particulièrement vifs. En témoignent la circulation en Asie  dès la première moitié du IIe siècle des écrits millénaristes de l'évêque Papias d'Hiérapolis ou de l'Epistula Apostolorum (en), un apocryphe sur les révélations de Jésus relative à l'Apocalypse. Dans l'oracle n° 13, attribué à Maximilla, emploie le terme de SUNTELEIA, mot que l'on retrouve chez Matthieu pour signifier l'« accomplissement final ». De surcroit, l'Anonyme d'Eusèbe mentionne des prédictions dans lesquelles « la voyante annonçait d'avance qu'il y aurait des guerres et des bouleversements ». La fin est également annoncée dans l'oracle de Maximilla (oracle n° 11) « Après moi, il n'y aura plus de prophétesse. Ce sera la fin de tout ».

## Rites et conduites cataphrygiennes
La pratique du jeûne existait déjà parmi les chrétiens de l'époque, obligatoire en quelques circonstances précises, comme un ou deux jours avant le baptême ou chaque année avant Pâques. Montanus durcit cette pratique d'après ce qu'indique Tertullien : instauration de trois périodes de jeûnes obligatoires au lieu d'une pour Pâques, abstinence le mercredi et le vendredi, institution de xérophagies (littéralement « alimentation sèche »), c'est-à-dire interdiction de viandes, de fruits, d'aliments juteux, de liquide et de bains (sauf le samedi et le dimanche) pendant deux semaines chaque année.
Les Montanistes célèbrent la Pâque comme toutes les communautés chrétiennes d'Asie mineure le soir du quatorze Nissan, c'est-à-dire la veille de la Pâque juive. Mais tandis que les autres communautés adoptent au cours du IIIe siècle la célébration le dimanche, les montanistes restent fidèles à la Pâque quartodécimaine, ce qui motive leur condamnation par les autorités impériales au IVe siècle.
Apollonius affirme que Montanus condamnait le mariage, mais il est contredit sur ce point par Tertullien. C'est le remariage après un veuvage qui est réprouvé.
Les oracles publiés par Tertullien, que Pierre de Labriolle considère tirés d'un authentique recueil d'oracles montanistes, incitent à ne pas se dérober au martyre, voire même à le désirer « N'allez-point souhaiter de mourir dans votre lit […] mais bien dans le martyre ».

## Réactions et exclusion
Avec la diffusion de ce mouvement prophétique dans les provinces limitrophes de la Phrygie, les évêques des communautés chrétiennes asiatiques réagirent, ne tolérant pas l'existence de prophéties surgies hors du contrôle des institutions ecclésiastiques. Selon Alistair Stewart-Sykes, l'origine rurale du montanisme à ses débuts est fondamentale pour expliquer son exclusion. Des discussions et des confrontations ont lieu, houleuse comme à Pépuze entre Zotique d'Otrous et Julien d'Apamée face à Maximilla soutenue par ses partisans. Des traités sur les prophéties sont rédigés dans le dernier quart du IIe siècle et la première décennie du IIIe siècle, pour réfuter le montanisme. On ne connait que leurs titres par Eusèbe de Césarée. De leur côté, les montanistes font circuler leurs propres écrits, les réfutations des arguments orthodoxes et des recueils des prophéties de leurs fondateurs.
Montanus ne semble pas avoir présidé longtemps à l'œuvre qu'il avait commencée et semble être décédé à cette époque de tentative de reprise en main. Des rumeurs — des ragots de l'aveu même de l'Anonyme d'Eusèbe — disent qu'il se serait pendu comme Judas, de même que Maximilla.
Selon l'Anonyme d'Eusèbe, les fidèles orthodoxes d'Asie se réunissent, condamnent le montanisme et excommunient ses adeptes. L'exclusion se manifeste par la force, car l'Anonyme rapporte que les montanistes traitèrent les Catholiques d'« assassins des prophètes », tandis que Maximilla réplique « Je suis pourchassée comme un loup loin des moutons. Je ne suis pas un loup, je suis Parole, Esprit et Force (oracle n° 12) ».
Les débats générés par cette crise se répercutent jusqu'en Occident, Eusèbe évoque la prise de position des chrétiens de Lyon et de Vienne  lors de la persécution de 177 : « avis personnel, prudent et tout à fait orthodoxe »,. L'évêque de Rome accepte dans un premier temps les prophéties de Montanus, Prisca et Maximilla par un courrier adressé aux communautés asiatiques, puis les rejette sous l'influence de l'antimontaniste Praxéas,. Inversement à Carthage, le montanisme est attesté en 203 dans La passion de Perpétue, exaltée par le théologien latin Tertullien. Tertullien fait de la nouvelle prophétie l'étape de maturité de la religion, après l'enfance sous les Prophètes et la jeunesse avec l'Évangile.
Vers 220 d'après une lettre de Firmilien de Césarée (en) à Cyprien de Carthage, un synode réunissant à Iconium les responsables des communautés de Galatie, de Cilicie et d'autres régions asiates débat sur la validité du baptême donné par les montanistes et finit par le tenir pour nul. Les montanistes restent donc officiellement réprouvés.

## Répressions
De 374 à 377, l'évêque Épiphane de Salamine publie dans le Panarion une réfutation de multiples hérésies, dont la critique du montanisme. Elle porte non sur les dogmes fondamentaux de l'Écriture, de la résurrection des morts et de la Trinité, reconnus par le montanisme, mais sur les prophéties et les charismes. Épiphane affirme leur fausseté, puisqu'aucune ne s'est réalisée, que ce soit la fin du monde ou la descente de Jérusalem à Pépuze. Épiphane consacre ensuite une notice aux mouvements sectaires plus ou moins rattachés au montanisme : les Tascodrugites, les Quintillistes, les Priscillistes, les Pépuziens. Les Tascodrugites sont décriés comme ayant l'habitude de prier le doigt dans le nez, ou plus précisément en posant le doigt sur les lèvres, dans l'axe du nez.
Le Premier concile de Constantinople en 381 détermine que les hérétiques montanistes ou phrygiens seront reçus comme des païens et exorcisés avant d'être baptisés.
Augustin d'Hippone (354-430) rapporte les rumeurs malveillantes sur les Cataphrygiens et les Pépuzéens, qui « feraient, en effet, servir, pour composer leur eucharistie, le sang d'un enfant d'un an dont ils couvriraient le corps de piqûres d'épingles, et qu'ils mêleraient à de la farine pour en faire un pain ». Il indique aussi que les derniers partisans de Tertullien avaient rallié l'église officielle lorsqu'il séjournait à Carthage.
Cependant, au VIe siècle, le montanisme aurait, dans les faits, totalement disparu, sauf quelques communautés à Pépuze, sommées par Justinien d'embrasser l'orthodoxie. D'après la Chronique de Michel le Syrien, patriarche au XIIe siècle, Justinien aurait fait détruire le sanctuaire de Pépuze, qui conservait les dépouilles des trois fondateurs du montanisme.
Cependant, une secte est toujours appelée « Montaniste » au VIIIe siècle ; l'empereur Léon III ordonne la conversion et le baptême de ses membres. Ces montanistes refusent, s'enferment dans leurs lieux de culte, incendièrent les bâtiments et périrent.

## Sources

### Sources anciennes
- (grc + fr) Eusèbe de Césarée (trad. Émile Grapin), Histoire ecclésiastique, livre V, 1905 (lire en ligne)
- Tertullien, père de l'Église (autour de 202-224) : « De Corona, - De Fuga in persecutione, - De Exhortatione castitatis, - De Virginibus velandis, - Adversus Hermogenem, - Adversus Valentinianos, - De Carne Christi, - De Resurrectione carnis, - De Pallio, - Adversus Marcionem, - De Anima, - Scorpiace, - Ad Scapulam, - De Monogamia, - De Jejunio, - De Pudicitia, - Adversus Praxeam ».
- Didyme l'Aveugle (v.311-v.397): (De Trinitate, III, 41)

### Sources modernes
- François Blanchetière, « Le montanisme originel », Revue des Sciences Religieuses, t. 52, no 2,‎ 1978, p. 118-134 (lire en ligne). .
- François Blanchetière, « Le montanisme originel (suite) », Revue des Sciences Religieuses, t. 53, no 1,‎ 1979, p. 1-22 (lire en ligne). .
- Pierre de Labriolle, La Crise Montaniste, Paris, Ernest Leroux, 1913, 607 p. (lire en ligne). .
- Pierre de Labriolle, Les sources de l'histoire du montanisme, Paris, Ernest Leroux, 1913, 282 p. (lire en ligne).

Paul Monceaux, « notes de lecture des ouvrages de Labriolle », Journal des savants. 13ᵉ année,,‎ novembre 1915, p. 508-514 (lire en ligne).
- Pierre Nautin, « Histoire des dogmes et des sacrements chrétiens », Annuaires de l'École pratique des hautes études, t. 76,‎ 1967, p. 170-173 (lire en ligne).
- (en) Christine Trevett, Montanism. Gender, Authority and the New Prophecy, Cambridge, University Press, 1996, 299 p. (ISBN 0-521-41182-3).

Jean-Marie Auwers, « Notes de lecture de l'ouvrage de Christine Trevett », Revue théologique de Louvain, nos 2, 33ᵉ année,‎ 2002, p. 256-258 (lire en ligne).
- (en) Alistair Stewart-Sykes, « The Original Condemnation of Asian Montanism », Journal of Ecclesiastical History, vol. 50,‎ janvier 1999, p. 1-22 (lire en ligne [PDF]).
- (en) William Tabbernee et Peter Lampe, Pepouza and Tymion. The Discovery and Archaeological Exploration of a Lost Ancient City and an Imperial Estate, Berlin-New-York, 2008

Alain Martin, « Notes de lecture de l'ouvrage de Tabbernee », L'antiquité classique, t. 80,‎ 2011, p. 431-432 (lire en ligne).